# Jászir al-Tájfí
Jászir al-Tájfí (arabul: ياسر الطائفي); 1971. május 10. –) szaúd-arábiai válogatott labdarúgó.

## Pályafutása

### Klubcsapatban
1993 és 1995 között az Al-Rijád csapatában játszott.

### A válogatottban
1993 és 1995 között játszott a szaúd-arábiai válogatottban. Részt vett az 1994-es világbajnokságon.